# ميخائيل دين بيري
ميخائيل دين بيري (بالإنجليزية: Michael Dean Perry)‏ هو لاعب كرة قدم أمريكية أمريكي، ولد في 27 أغسطس 1965 في أيكن في الولايات المتحدة.

## وصلات خارجية
- ميخائيل دين بيري على موقع مرجع كرة القدم المحترفة.كوم (الإنجليزية)